# Moviment Baas Àrab
El Moviment Baas Àrab (àrab: حركة البعث العربي, Ḥarakat al-Baʿṯ al-ʿArabī), també anomenat, en traducció literal, Moviment de la Resurrecció Àrab o Moviment del Renaixement Àrab, va ser la primera formació política del moviment polític baasista, predecessor del Partit Baas Àrab i Socialista. El partit va ser nomenat per primera vegada Moviment Ihya Àrab (Harakat Al-Ihya Al-'Arabi), que es pot traduir com a Moviment de la Revitalització Àrab, fins a 1943 quan va adoptar el nom de Baas. Va ser fundat en 1940 per Michel Aflaq i Salah al-Din al-Bitar. Els seus fundadors, Aflaq i Bitar, estaven associats amb el nacionalisme àrab i amb el socialisme àrab.

## Història
El moviment es va formar en 1940 com el Moviment Àrab Ihya, per part de l'expatriat sirià Michel Aflaq.
Poc després de la seva fundació, el moviment es va involucrar en activitats anti-colonials militants nacionalistes àrabs, incloent Aflaq fundant el Comitè Sirià per a l'Ajuda a l'Iraq que va ser creat en 1941 per donar suport al govern anti-britànic i pro-Eix de l'Iraq contra els britànics durant la Guerra Anglo-Iraquiana de 1941. El Comitè sirià va enviar armes i voluntaris per lluitar al costat de les forces iraquians contra els britànics.
Aflaq va intentar sense èxit ser candidat per a les eleccions parlamentàries sirianes de 1943. Després de la derrota electoral de Síria, el Moviment va buscar la cooperació amb altres partits a les eleccions a Síria, incloent el Moviment Socialista Àrab de Akram El-Hourani.
El Partit es va convertir en el Partit Baas Àrab en 1947, i el Moviment Socialista Àrab d'El-Hourani es va fusionar més tard en el partit en la dècada de 1950 per establir el Partit Baas Àrab i Socialista.